# Záznam obrazovky
Termín záznam obrazovky (z angl. screencast/screen recording) popisuje zaznamenání obsahu obrazovky v reálném čase. Často zaměňovaným termínem k záznamu obrazovky je pro mnohé „snímek obrazovky“ neboli „screenshot“, který však zachycuje pouze jeden snímek obrazovky.

## Způsoby zaznamenání

### Počítač

#### Software

##### OBS
OBS neboli Open Broadcaster studio je bezplatný software, jenž vytvořil developer Hugh “Jim” Bailey. První verze byla vydána 1. září 2012. Nabízí jak nahrávání, tak streamování ve vysokém rozlišení bez limitů. Umožňuje uživateli vybrat si buďto jen část obrazovky, určité okno programu nebo celou obrazovku, kterou chce nahrávat. Součástí softwaru jsou i přizpůsobitelné klávesové zkratky umožňující manipulaci s videem a možnost tvorby videa s kvalitním zvukem.
Software je podporován na operačních systémech Windows, macOS a Linux.

##### Camtasia
Camtasia je zpoplatněný software od společnosti TechSmith. První verze softwaru vyšla již 28. října 2002. Poskytuje také 30denní zkušební verzi, obsahující veškeré funkce plné verze. Camtasia má velké rozhraní funkcí umožňuje například široký výběr z obrázků “stock images”, animaci oddálení, přiblížení a posouvání, různé přechody, škálu “presetů”, výběr hudby bez autorských práv a okamžité zveřejnění videa Youtube či jiné platformy. Software je podporován na operačních systémech Windows, macOS a iOS.

##### VLC media player
Přehrávač VLC je linuxový open source multimediální přehrávač. Je zcela zdarma, ale nemá další funkce jako ostatní software vytvořený pro záznam obrazovky. Vznikl z projektu francouzských studentů technické univerzity v Paříži. Podporuje různé metody komprese zvuku a videa včetně DVD-video a video CD. Je podporován na operačních systémech Windows, macOS, Linux, BSD, Solaris, QNX a Haiku.
Mezi další software patří například Apowersoft, Screencast-O-Matic, AceThinker nebo Screenflow.